# Єнбекшиказах (Хромтауський район)
Єнбекшиказа́х (каз. Еңбекшіқазақ) — село у складі Хромтауського району Актюбінської області Казахстану. Входить до складу Кизилсуського сільського округу.
Населення — 18 осіб (2009; 92 у 1999).